# モルシドミン
モルシドミン(Molsidomine)は、経口で持続性の高い狭心症治療のための血管拡張薬の一つである。肝臓で活性代謝物質のリンシドミンに代謝される。リンシドミンは不安定で、分解する際に真の血管拡張薬である一酸化窒素を遊離する。

## 医療応用
モルシドミンは、狭心症の予防と長期間の治療のために用いられる。急性心筋梗塞の状況下での狭心症の治療にも用いられる。

## 禁忌
急性心停止や重症低血圧の患者、授乳中、シルデナフィル等の5型ホスホジエステラーゼ阻害剤との組合せでの使用はできない。

## 副作用
最も一般的な副作用は、10-25%の患者で起こる頭痛と低血圧である。1%以下に発生する副作用には、めまい、吐き気、頻脈、過敏性反応、また稀に血小板減少症がある。

## 相互作用
モルシドミンの血圧降下作用は、5型ホスホジエステラーゼ阻害剤によって大幅に増幅され、失神や心筋梗塞に繋がる可能性がある。程度は少ないものの、交感神経β受容体遮断薬、カルシウム拮抗剤、その他の硝酸薬等の他の高血圧治療薬によっても影響が生じる。エルゴリンは、モルシドミンの効果に拮抗する。

## 薬理

### 作用機構
モルシドミンは硝酸薬に分類される。気体状のシグナリング分子である一酸化窒素を放出し、血管平滑筋を弛緩させる。

### 薬物動態
腸で素早くほぼ完全（90%以上）に吸収される。初回通過効果により肝臓でリンシドミンに加水分解されるプロドラッグである。44-59%のモルシドミンはそのまま血流に乗り、そのうち3-11%は血漿タンパク質と結合する。モルシドミンとリンシドミンのどちらも1-2時間後に血漿中での最高濃度に達する。リンシドミンの生体内半減期は1-2時間であり、90%以上が腎臓から排出される。

モルシドミンからのNOの放出

## 化学

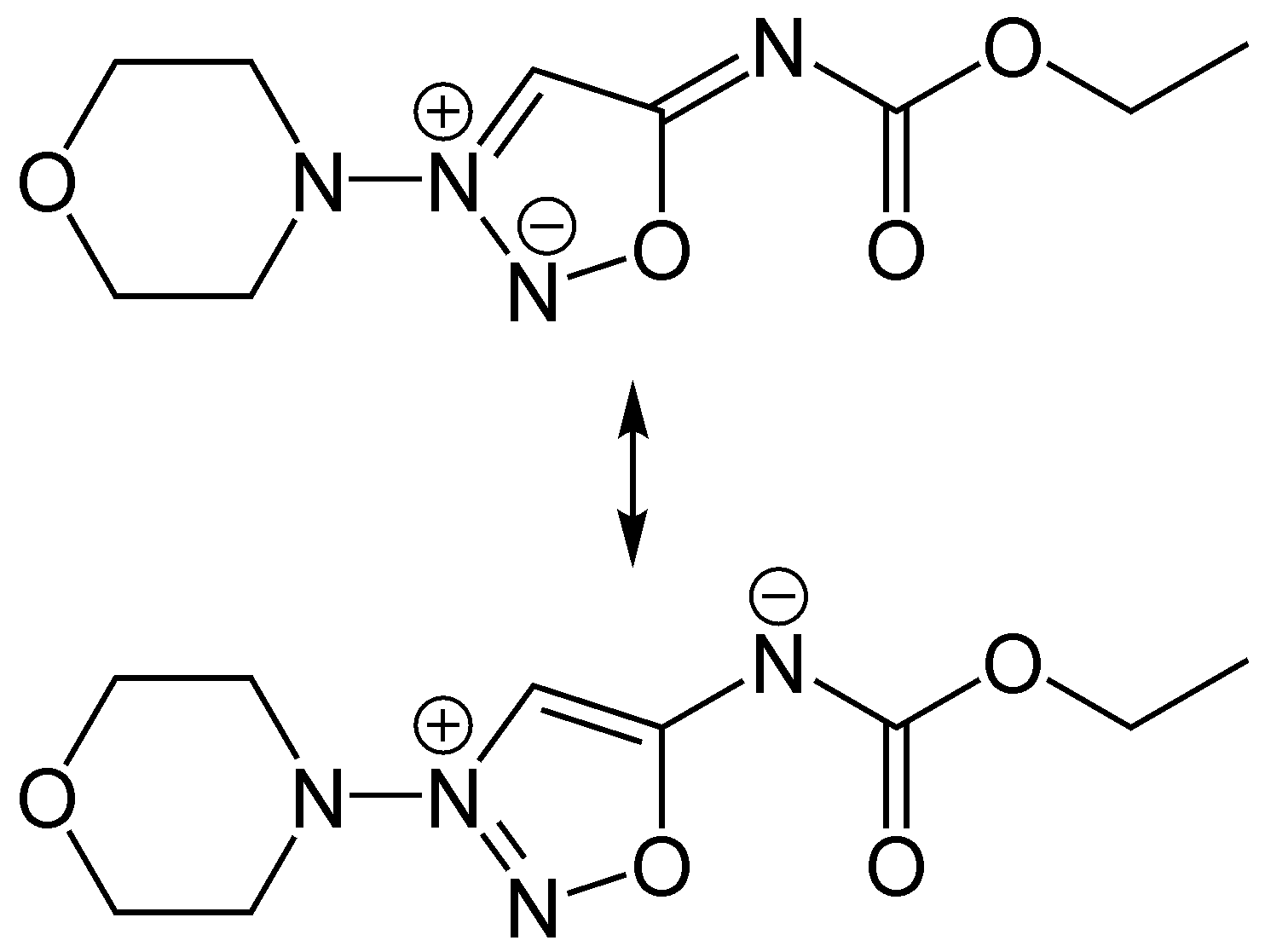
モルシドミンのメソイオン構造

モルシドミンとリンシドミンは、メソイオンヘテロ環芳香族化合物のシドノンイミンである。モルシドミンの融点は140-141℃で、クロロホルムに任意の割合で溶け、塩酸、エタノール、酢酸エチル、メタノールに可溶で、水やアセトンには若干溶ける。ジエチルエーテル、石油エーテルには非常にわずかに溶ける。pH5-7の水溶液で安定であるが、アルカリ溶液中では不安定である。クロロホルム中での吸収極大は、紫外線領域の326 nmである。320 nmより波長の短い紫外線に反応する。

### 合成

合成

合成は、1-アミノモルホリンをホルムアルデヒドとシアン化水素に反応させて2を得ることから始まる。ニトロソ化によりN-ニトロソアナログ(3)となり、これを無水酸処理により環化してシドノン(4)とする。リンシドミンとクロロギ酸エチルを反応させることでカルバミン酸エチルを得る。

## 歴史
武田薬品工業により、1970年に初めて合成され、同年、抗高血圧作用、血管拡張作用が発見された。